# Konda (affluente dell'Irtyš)
La Konda è un fiume della Russia siberiana occidentale (Circondario Autonomo degli Chanti-Mansi), affluente di sinistra dell'Irtyš.
Nasce da alcuni modesti rilievi collinari nella parte occidentale del bassopiano della Siberia occidentale; scorre per tutto il suo corso in una regione piatta e paludosa, ricca di laghi, dapprima con direzione mediamente sudorientale, successivamente orientale, dirigendosi infine, giunto nel basso corso, verso nordest. Sfocia nel fiume Irtyš non lontano dal punto in cui questo confluisce nell'Ob'. Il fiume riceve diversi affluenti, tra i quali i più rilevanti sono:    
- Mulym'ja, Nerpalka, Bol'šoj Tap, Jukonda, Mord"ëga e Kama, dalla sinistra idrografica;
- Uch, Ėss, Ejt'ja, Kuma e Katym dalla destra.

Il fiume è gelato da fine ottobre - inizio novembre fino a fine aprile - metà maggio; successivamente al disgelo, come quasi tutti i fiumi russi, si hanno i periodi di massima portata d'acqua annuale, quando i valori possono salire a oltre 1.000 m³/s nel basso corso contro una media annua di 231.
Il bacino del fiume, similmente a tante altre zone del bassopiano siberiano occidentale, è molto ricco di petrolio. Per lo sfruttamento di questi giacimenti sono stati fondati alcuni insediamenti, che costituiscono ad oggi i maggiori centri urbani toccati dal fiume; i più grandi sono Uraj e, non molto distante dal corso del fiume, Sovetskij.